# 颍川街道
颍川街道，是中华人民共和国河南省禹州市下辖的一个乡镇级行政单位。

## 行政区划
颍川街道下辖以下地区：
长春社区、南街社区、东关社区、寨子社区、十里社区、尹庄社区、朱坡社区和金坡社区。